# بلویر (مزرعه سافولد)

موقعیت بلویر (مزرعه سافولد) در شهرستان دالاس واقع در ایالت آلاباما

بلویر یا مزرعه سافولد (به انگلیسی: Belvoir or Saffold Plantation) یک مزرعه قدیمی و تاریخی به همراه خانه و سرای مخصوص به خود است که در نزدیک پلیزنت هیل آلاباما قرار دارد. این بنا در تاریخ ۲ نوامبر ۱۹۹۰ در فهرست میراث تاریخی آلاباما قرار گرفت. بلویر یا مزرعه سافولد در سال ۱۸۲۵ به عنوان یک مزرعه پنبه بنا نهاده شد. بلویر در زبان فرنسه به معنای تماشایی می‌باشد.